# Placard (meuble)
Pour les articles homonymes, voir Placard.
Le placard, aussi appelé armoire au Québec n'est pas un meuble mais un espace de rangement aménagé dans un mur ou au-dessus d’une porte. Sa place est définitive contrairement au meuble qui lui peut être déplacé ou même emporté.
Les placards de cuisine sont appelés armoires de cuisine au Québec.

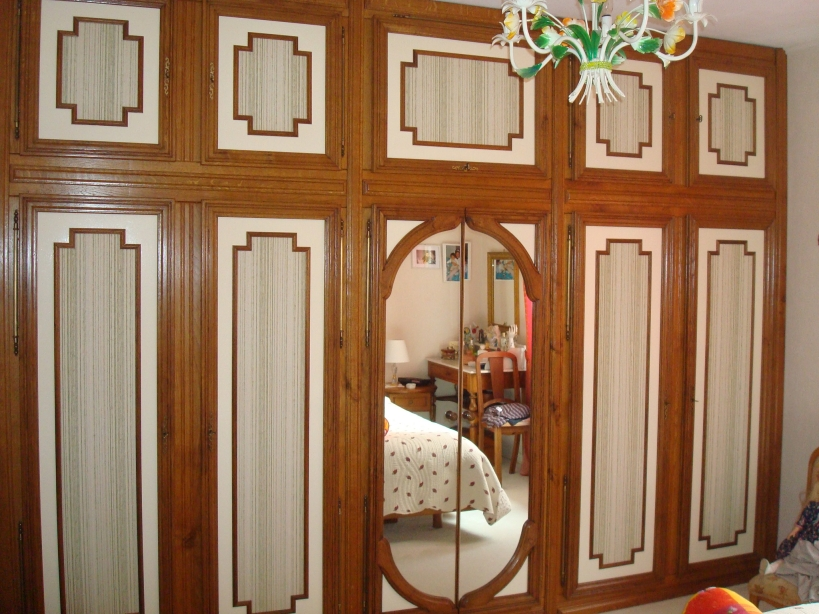
Placard de chambre à coucher

## Principe
Le principe du placard consiste à occuper le maximum d’espace entre sol et plafond et entre deux parois verticales fixes et être fermé par une tenture, porte à battant, porte coulissante ou porte pliante.

De fabrication sur-mesure, artisanale ou semi-artisanale, les divers éléments le constituant peuvent être trouvés dans les bons magasins de bricolage.

## Rôles
Le placard a sa place dans n’importe quelle pièce d’une habitation et son usage dépend de celle-ci :
- garde-robe dans la chambre à coucher ou antichambre ;
- garde-manger pour la réserve d’aliments ;
- placard sous un escalier ;
- placard dans une pièce mansardée ;
- fourre-tout.

## Sources et références
1. ↑  Office québécois de la langue française
2. ↑  Larousse Universel 1923, page :597
3. ↑  Office québécois de la langue française
4. ↑  « Porte de placard pliante »